# Trimethyldiphenylpropylamine
Trimethyldiphenylpropylamine (N,N,1-Trimethyl-3,3-diphenylpropylamine) là một loại thuốc dùng cho rối loạn tiêu hóa chức năng. Tên thương mại của nó là Recipavrin.
Xem thêm: Emepronium